# Șvaikivți, Ciortkiv
Șvaikivți (în ucraineană Швайківці) este o comună în raionul Ciortkiv, regiunea Ternopil, Ucraina, formată numai din satul de reședință.

## Demografie
Componența lingvistică a comunei Șvaikivți
     Ucraineană (98,07%)
     Alte limbi (0,97%)
Conform recensământului din 2001, majoritatea populației comunei Șvaikivți era vorbitoare de ucraineană (98,07%), existând în minoritate și vorbitori de alte limbi.